# ديمتريوس باليولوج
ديمتريوس پاليولوج أو ديمتريوس پاليولوجوس (باليونانية: Δημήτριος Παλαιολόγος)، (1407م–1470م) كان أميراً بيزنطياً وحاكم بلاد المورة. حكم نيسيبار وليمنوس قبل أن يصبح ديسپوت المورة عام 1449م، وظل حاكماً للمورة مع شقيقه طوماس باليولوج حتى سلم عاصمتها ميستراس للعثمانيين في عام 1460م بعدما أدى الشجار بينهما إلى انهيار المورة بسبب الفساد والبؤس. 
أُعطاه السلطان محمد الفاتح أراضٍ في تراقيا وبعض الجزر، مما سمح له بالعيش في بحبوحة حتى جُرِّد من أراضيه ودخله وطُرد منها عام 1467م عقب اتهامات ضد صهره. بعد ذلك بفترة قصيرة منحه السلطان محمد الفاتح أَملَاكاً في أدرنة حيث عاش بها مع زوجته ثيودورا أسانينا. وبعد وفاة ابنته الوحيدة هيلينا عام 1469م، تقاعد وأصبح راهبا وتوفي في 1470م. 

## محاولاته الاستيلاء على العرش البيزنطي
في عام 1437م، رافق ديميتريوس شقيقه الأكبر الإمبراطور يوحنا الثامن باليولوج إلى مجلس فلورنسا، وكان الهدف الرئيسي هو توحيد الكنيسة الرومانية الكاثوليكية والكنيسة الأرثوذكسية الشرقية حتى تكون أوروبا الغربية أكثر ميلًا إلى تقديم المساعدة العسكرية للإمبراطورية البيزنطية اليائسة.
على الرغم من أن ديميتريوس كان يعارض بشدة اتحاد الكنائس إلا أن يوحنا الثامن أحضره معه قسراً، لأن يوحنا لم يجرؤ على تركه في الشرق وحده كي لا ينقلب ديميتريوس عليه ويستقلّ بالحُكم في غياب أخيه الإمبراطور.
حاول ديميتريوس الاستيلاء على العرش مرتين، في البداية حاول الاستيلاء عليه بدعم من العثمانيين في عام 1442م، ثم المرة الثانية من خلال أمله في أن يُعلن إمبراطورًا بعد وفاة أخاه يوحنا الثامن عام 1448م، ولكن كلتا المحاولتين فشلتا. 
عندما توفي شقيقه الإمبراطور يوحنا الثامن باليولوج في 31 أكتوبر 1448م، دب النزاع بين قسطنطين باليولوج وشقيقه ديمتريوس باليولوج علي وراثة العرش. فقامت الإمبراطورة هيلينا والدة الأميرين والوصية علي العرش بمطالبة السلطان العثماني مراد الثاني بالتحكيم بين ولديها الأميرين فاختار السلطان قسطنطين لتولي العرش، فتوج بعدها قسطنطين إمبراطورًا وأقيم حفل التنصيب في ميستراس وكانت سابقة أن يتم تتويج الإمبراطور خارج القسطنطينية ودون مثول بطريرك الكنيسة الأرثوذكسية.

## ديسپوت المورة
في عام 1449م، أعلن شقيقه الإمبراطور الجديد قسطنطين الحادي عشر أنه عيّن أخاه ديمتريوس في منصب ديسپوت المورة، وكان الإمبراطور الجديد قد تولي من قبل حُكم ديسپوتية المورة في أكتوبر 1443م، وقد حكمها أثناء إقامته بقلعة مدينة ميستراس الحصينة والتي عمل على ترميمها وتقوية تحصيناتها ودفاعاتها.
كان شقيقهم الأكبر المتوفّى حديثاً الإمبراطور يوحنا الثامن قد عيّن طوماس باليولوج شقيق ديميتريوس الأصغر ديسپوتاً للمورة، ولكن أخاه الإمبراطور الجديد قسطنطين الحادي عشر رغب في أن يحُكمها معًا شقيقاه طوماس وديميتريوس.
وجد الديسپوتان الشقيقان صعوبة في التعاون معاً على حدم ديسپوتية المورة، وكثيرًا ما تشاجروا مع بعضهما البعض، وانهارت أحوال المورة في عهدهما. 

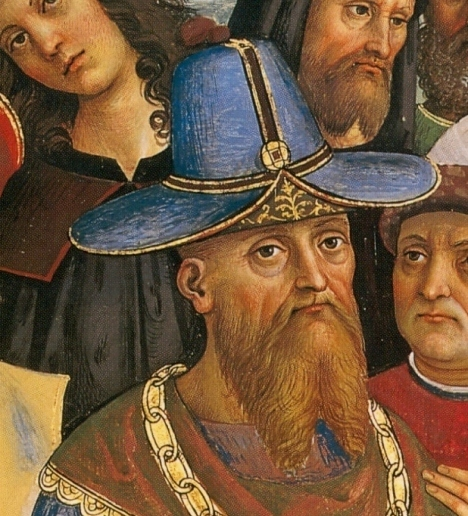
طوماس باليولوج شقيق ديميتريوس.

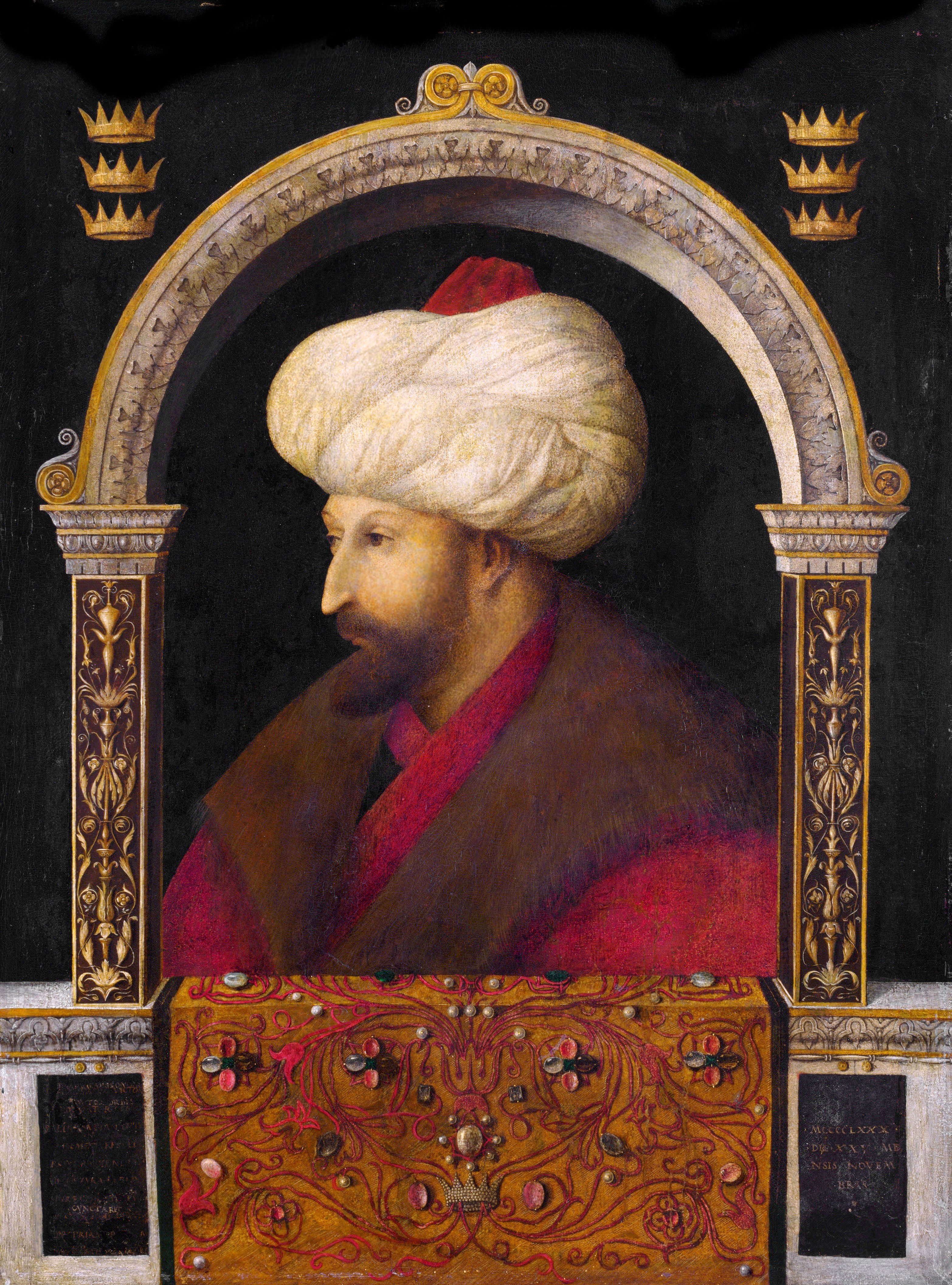
السلطان العثماني محمد الفاتح.

في أعقاب فتح العثمانيون القسطنطينيةَ عام 1453م ووفاة قسطنطين الحادي عشر ونهاية الإمبراطورية البيزنطية في 29 مايو 1453م، سمح السلطان العثماني محمد الفاتح للأخوين طوماس وديميتريوس بالاستمرار معاً في حكم المورة بوصفهما تابعين للدولة العثمانية.
كان طوماس باليولوج يأمل في تحويل الديسپوتية الصغيرة إلى نقطة تَجمُّع لحملة صليبية جديدة تستعيد الإمبراطورية البيزنطية المنتهية، آملا في الحصول على دعم من البابوية وأوروپا الغربية. ولكن الشجار المستمر مع أخيه ديميتريوس الذي كان يدعم الدولة العثمانية بعكس أخيه، أدى في النهاية إلى قيام السلطان محمد الفاتح بفتح المورة في عام 1460م لإحلال الاستقرار بعد التدهور الذي صار بها جراء الخلاف بين حاكميها الشقيقين. 
فرّ طوماس باليولوج إلى المنفى بينما أُلقي القبض على ديميتريوس في ميستراس عاصمة ديسپوتية المورة، واستسلم للعثمانيين في 29 مايو 1460م بعد سبع سنوات بالضبط من فتح القسطنطينية.
وكتعويض عن خسارة المورة، منحه السلطان محمد الفاتح أراضٍ بديلة في تراقيا وبعض الجزر، مما سمح لديميتريوس بالعيش براحة نسبية حتى تم تجريده من أراضيه ودخله في عام 1467 بعد اتهامات ضد صهره. فمنحه السلطان مرة أخرى بعد فترة وجيزة مِلكية في أدرنة، حيث عاش مع زوجته ثيودورا أسانينا.

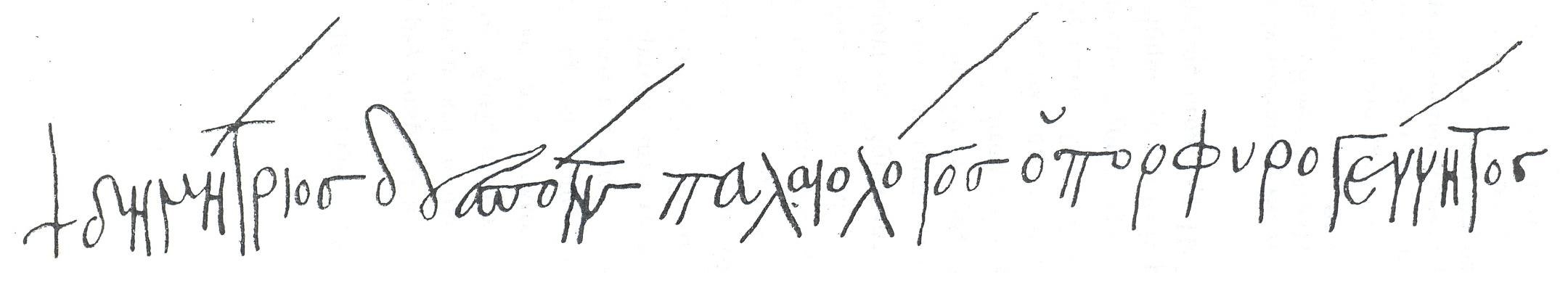
توقيع ديميتريوس اليولوجوس.

## وفاته
بعد وفاة ابنته الوحيدة هيلينا عام 1469م، تقاعد ديميتريوس وأصبح راهبًا، ثم توفي بعد عام واحدٍ في 1470م بعدما تسمَّى باسم «الراهب داود». 